# Diócesis de Velebusdus
La Sede titular de Velebusdus es una Sede arzobispal titular católica.

## Historia
La Archidiócesis metropolitana de Velebusdus fue creada como Sede metropolitana titular de Velebusdus.

## Episcopologio
- Ferdinand Stanislaus Pawlikowski (7 de diciembre de 1953 - 31 de julio de 1956)
- Aston Ignatius (Sebastian Joseph) Chichester, S.J. (23 de noviembre de 1956 - 24 de octubre de 1962)
- Antônio de Almeida Lustosa, S.D.B. (16 de febrero de 1963 - 16 de marzo de 1971)
- Eugène Klein, M.S.C. (5 de junio de 1971 - 7 de abril de 1972)
- Peter Yariyok Jatau (26 de junio de 1972 - 10 de abril de 1975)
- Enzio d’Antonio (24 de junio de 1979 - 13 de mayo de 1982)
- José Manuel Estepa Llaurens (30 de julio de 1983 - 18 de noviembre de 1989)
- Gábor Pintér (desde el 13 de mayo de 2016).